# Lista de autarquias federais do Brasil
Esta é uma lista de algumas das autarquias do governo do Brasil.

## Agências
Reguladoras
- Agência Nacional de Águas (ANA)
- Agência Nacional de Aviação Civil (ANAC)
- Agência Nacional de Telecomunicações (ANATEL)
- Agência Nacional do Cinema (ANCINE)
- Agência Nacional de Energia Elétrica (ANEEL)
- Agência Nacional do Petróleo, Gás Natural e Biocombustíveis (ANP)
- Agência Nacional de Saúde Suplementar (ANS)
- Agência Nacional de Transportes Aquaviários (ANTAQ)
- Agência Nacional de Transportes Terrestres (ANTT)
- Agência Nacional de Vigilância Sanitária (ANVISA)
- Agência Nacional de Mineração (ANM)

Outras agências
- Agência Espacial Brasileira (AEB)

## Conselhos profissionais
Os conselhos profissionais diferem das associações na medida em que a associação é uma congregação com fins diversos diferentes do conselho que regula e organiza a atividade profissional.
- Conselho de Arquitetura e Urbanismo do Brasil
- Conselho Federal de Administração
- Conselho Federal de Biblioteconomia
- Conselho Federal de Biologia
- Conselho Federal de Biomedicina
- Conselho Federal de Contabilidade
- Conselho Federal de Corretores de Imóveis
- Conselho Federal de Economia
- Conselho Federal de Economistas Domésticos
- Conselho Federal de Educação Física
- Conselho Federal de Enfermagem
- Conselho Federal dos Técnicos Industriais
- Conselho Federal de Engenharia e Agronomia
- Conselho Federal de Estatística
- Conselho Federal de Farmácia
- Conselho Federal de Fisioterapia e Terapia Ocupacional
- Conselho Federal de Fonoaudiologia
- Conselho Federal de Medicina Veterinária
- Conselho Federal de Medicina
- Conselho Federal de Museologia
- Conselho Federal de Nutricionistas
- Conselho Federal de Odontologia
- Conselho Federal de Psicologia
- Conselho Federal de Química
- Conselho Federal de Serviço Social
- Conselho Federal dos Despachantes Documentalistas do Brasil
- Conselho Federal dos Representantes Comerciais
- Conselho Federal de Profissionais de Relações Públicas
- Conselho Nacional de Técnicos em Radiologia
- Ordem dos Advogados do Brasil não é uma autarquia, é uma entidade sui generis.
- Associação Brasileira de Agências de Publicidade (ABAP), que fundou o Conselho Nacional de Autorregulamentação Publicitária (CONAR)
- Ordem dos Músicos do Brasil

## Departamentos
Alguns departamentos foram criados como autarquias, mas nem todo departamento do governo do Brasil o é. O Departamento de Polícia Federal é órgão subordinado ao Ministério da Justiça e segurança pública.
- Departamento Nacional de Infraestrutura de Transportes (DNIT)
- Departamento Nacional de Obras Contra a Seca (DNOCS)

## Institutos
- Instituto Brasileiro do Meio Ambiente e dos Recursos Naturais Renováveis (IBAMA)
- Instituto Chico Mendes de Conservação da Biodiversidade (ICMBio)
- Instituto Nacional de Tecnologia da Informação (ITI)
- Instituto Nacional de Colonização e Reforma Agrária (INCRA)
- Instituto Nacional de Metrologia, Qualidade e Tecnologia (Inmetro)
- Instituto Nacional da Propriedade Industrial (INPI)
- Instituto Nacional de Estudos e Pesquisas Educacionais (INEP)
- Instituto do Patrimônio Histórico e Artístico Nacional (IPHAN)
- Instituto de Pesquisas Energéticas e Nucleares (IPEN)
- Instituto Nacional do Seguro Social (INSS)
- Instituto Brasileiro de Museus (IBRAM)
- Instituto de Pesquisa Econômica Aplicada (IPEA)
- Instituto Nacional de Meteorologia (INMET)
- Instituto de Pesquisas Jardim Botânico do Rio de Janeiro (IPJBRJ)

## Centros Federais de Educação Tecnológica
- Centro Federal de Educação Tecnológica Celso Suckow da Fonseca (CEFET/RJ)
- Centro Federal de Educação Tecnológica de Minas Gerais (CEFET/MG)

## Institutos Federais de Educação Tecnológica
Acre
- Instituto Federal do Acre

Alagoas
- Instituto Federal de Alagoas

Amapá
- Instituto Federal do Amapá

Amazonas
- Instituto Federal do Amazonas

Bahia
- Instituto Federal da Bahia
- Instituto Federal Baiano

Ceará
- Instituto Federal do Ceará

Distrito Federal
- Instituto Federal de Brasília

Espírito Santo
- Instituto Federal do Espírito Santo

Goiás
- Instituto Federal de Goiás
- Instituto Federal Goiano

Maranhão
- Instituto Federal do Maranhão

Minas Gerais
- Instituto Federal de Minas Gerais
- Instituto Federal do Norte de Minas Gerais
- Instituto Federal do Sudeste de Minas Gerais
- Instituto Federal do Sul de Minas Gerais
- Instituto Federal do Triângulo Mineiro

Mato Grosso
- Instituto Federal de Mato Grosso

Mato Grosso do Sul
- Instituto Federal de Mato Grosso do Sul

Pará
- Instituto Federal do Pará

Paraíba
- Instituto Federal da Paraíba

Pernambuco
- Instituto Federal de Pernambuco
- Instituto Federal do Sertão Pernambucano

Piauí
- Instituto Federal do Piauí

Paraná
- Instituto Federal do Paraná

Rio de Janeiro
- Instituto Federal do Rio de Janeiro
- Instituto Federal Fluminense
- Colégio Pedro II — equiparado aos demais institutos por força da lei federal n.º 12.677, de 25 de junho de 2012.[2]

Rio Grande do Norte
- Instituto Federal do Rio Grande do Norte

Rio Grande do Sul
- Instituto Federal do Rio Grande do Sul
- Instituto Federal Farroupilha
- Instituto Federal Sul-rio-grandense

Rondônia
- Instituto Federal de Rondônia

Roraima
- Instituto Federal de Roraima

Santa Catarina
- Instituto Federal de Santa Catarina
- Instituto Federal Catarinense

São Paulo
- Instituto Federal de São Paulo

Sergipe
- Instituto Federal de Sergipe

Tocantins
- Instituto Federal do Tocantins

## Superintendências
- Superintendência de Desenvolvimento da Amazônia (SUDAM)
- Superintendência do Desenvolvimento do Nordeste (SUDENE)
- Superintendência de Desenvolvimento do Centro-Oeste (SUDECO)
- Superintendência da Zona Franca de Manaus (SUFRAMA)
- Superintendência Nacional de Previdência Complementar (PREVIC)
- Superintendência de Seguros Privados (SUSEP)

## Outras autarquias
- Autoridade Nacional de Proteção de Dados (ANPD)
- Banco Central do Brasil (BACEN)
- Comissão de Valores Mobiliários (CVM)
- Comissão Nacional de Energia Nuclear (CNEN)
- Conselho Administrativo de Defesa Econômica (CADE)
- Fundo Nacional de Desenvolvimento da Educação (FNDE)